# ۵۳۱ (میلادی)
۵۳۱ (میلادی) پانصد و سی و یکمین سال تقویم میلادی است.

## رویدادها
- خسرو یکم پس از قباد یکم بر تخت پادشاهی ساسانی می‌نشیند.
- برخی از اعضای گروه‌های ارابه‌رانی سبز و آبی در قسطنطنیه به اتهام قتل به زندان می‌افتند و همین امر زمینه‌ساز بروز شورش‌های نیکا در سال بعد می‌شود.
- ساکسون‌ها و فرانک‌ها پادشاهی تورینگن را شکست می‌دهند.

## درگذشتگان
- قباد یکم، نوزدهمین شاهنشاه ایران‌شهر.

‎